# Linnaeus Link Project
Le Linnaeus Link Project est un projet de collaboration internationale entre des bibliothèques possédant un fonds important d'ouvrages linnéens, œuvres de Carl von Linné ou de ses élèves, et de son héritage.

## Buts et objectifs
Dans les recherches en taxonomie, il est fondamental de faire toujours référence aux travaux de Carl von Linné, qui est le premier auteur à avoir classé et décrit un très grand nombre d'espèces de plantes et d'animaux. Le but principal du projet est de fournir un catalogue global en ligne des publications linnéennes, afin de faciliter les recherches des scientifiques du monde entier en leur permettant de localiser les ouvrages par une simple recherche en ligne et de mener des recherches bibliographiques à distance.
Le Linnaeus Link Union Catalogue se présente comme la bibliographie en ligne des travaux linnéens, dans la continuité du catalogue de Basil Harrington Soulsby. Il est libre d'accès et son utilisation est gratuite, de même que la participation des institutions partenaires ; il est financé, géré et coordonné par la Linnean Society of London.

## Portée et fonctionnalité
La réunion de lancement du projet s'est tenue en 1999, mais la première version du catalogue en ligne n'a été lancée qu'en 2007 et en 2011-2012, le système a été complètement revu,.
Une amélioration significative est la gestion d'une large gamme de système de catalogage et des caractères spéciaux, en lien avec le côté international du projet. Au lieu d'amalgamer toutes les notices individuelles des partenaires en un enregistrement « idéal », le système utilise un tableau de visualisation unique avec des onglets permettant d'accéder à l'information bibliographique complète de chaque enregistrement. Ces données sont particulièrement intéressantes dans les cas de recherches liées aux données d'exemplaires et à leur provenance.
Un autre avantage non négligeable est le lien vers les copies digitales disponibles en ligne.

## Institutions partenaires dans le monde
Depuis le lancement du projet en 1999, des institutions du monde entier l'ont rejoint. Une réunion annuelle est l'occasion de discuter de nouveaux développements et de nouveaux partenaires potentiels.
En 2015,  le projet rassemblait les 19 institutions suivantes :
- Botanischer Garten und Botanisches Museum Berlin-Dahlem (Allemagne)
- British Library (Londres, Royaume-Uni)
- Conservatoire et Jardin botaniques de la ville de Genève (Suisse)
- Bibliothèque Hagströmer, (Stockholm, Suède)
- Hunt Institute for Botanical Documentation, Université Carnegie-Mellon (Pittsburgh, États-Unis)
- Det Kongelige Bibliotek (Copenhague, Danemark)
- Kungliga Vetenskapsakademien (Stockholm, Suède)
- Linnean Society of London (Royaume-Uni)
- Muséum d'histoire naturelle de Genève (Suisse)
- Jardin botanique de Meise (Belgique)
- Natural History Museum (Londres, Royaume-Uni)
- New York Botanical Garden (USA)
- Jardin botanique royal de Madrid (Espagne)
- Jardins botaniques royaux de Kew (Londres, Royaume-Uni)
- Jardin botanique royal d'Édimbourg (Royaume-Uni)
- Bibliothèque d'État de Berlin (Allemagne)
- Bibliothèque de l'Université de Stockholm (Suède)
- Société linnéenne suédoise (Uppsala, Suède)
- Bibliothèque de l'université d'Uppsala (Suède)

## La bibliographie de Basil Soulsby
En 1933, Basil Harrington Soulsby a publié la liste bibliographique des travaux linnéens présents dans les collections du Musée d'histoire naturelle de Londres.
Selon le système de Soulsby, un numéro unique est attribué à chaque œuvre, à chaque édition, à chaque traduction, à chaque révision et à chaque article de journal, et ce pour toutes les publications antérieures à 1931.

## Linnaeus Link et numéros Soulsby
La création d'un catalogue collectif des travaux linnéens nécessitait un lien commun entre les ouvrages détenus dans les différentes institutions.
L'équipe du projet a retenu le numéro Soulsby comme le lien le plus logique entre les exemplaires.
L'utilisation de ce numéro de référence Soulsby pour identifier les publications permet la reproduction des notices du catalogue des institutions participantes avec les détails spécifiques à l'exemplaire.

## Numéros Post Soulsby
Les travaux publiés après 1931 n'ont pas de numéro Soulsby et il peut arriver que des travaux antérieurs n'en aient pas non plus.
Il est donc nécessaire d'attribuer de nouveaux numéros « Post Soulsby » aux ouvrages et documents publiés après 1931, ainsi qu'à ceux qui n'en avaient pas reçu. Ces éléments sont alors identifiés par un numéro Post Soulsby unique, qui continue la numérotation Soulsby qui s'arrêtait au numéro 3874. Par conséquent, le premier numéro Post Soulsby est 3875.
L'attribution et l'enregistrement de la séquence de numéros Post Soulsby sont gérés par le coordinateur du projet à la Linnean Society of London.